# René Oltmanns
René Oltmanns (* 28. Oktober 1979 in Gifhorn) ist ein deutscher Schauspieler, Schriftsteller, Regisseur, Synchronsprecher und Hörbuchsprecher. Er lebt in München. Seit 2024 verkörpert er die Kunstfigur Ernst Glück für Lotto 6 aus 49.

## Leben und Wirken
René Oltmanns wuchs in Wolfsburg auf. Er absolvierte ein Studium am Hamburger Schauspiel-Studio Frese. Im Fernsehen konnte man ihn bisher in Der Staatsanwalt, Adelheid und ihre Mörder, Die Rettungsflieger, 4 gegen Z, Hammer & Sichl, Die Rosenheim-Cops, Aktenzeichen XY … ungelöst, SOKO München, Hubert und Staller oder in der internationalen Serie Pan Tau sehen.
Bühnenengagements hatte er in Lübeck, Wolfsburg, Aachen, Rheinland-Pfalz, Hamburg, Bochum, an der Komödie Düsseldorf, der Komödie im Bayerischen Hof, der Komödie Braunschweig, dem Theater im Rathaus in Essen, an der Neuen Bühne Bruck sowie dem Euro-Studio Landgraf. 2007 veröffentlichte er den Roman Liebe auf ex!.
In der Telenovela Sturm der Liebe verkörperte er von Oktober 2007 bis November 2010 die Rolle des Simon Konopka. 2014 kehrte er einige Zeit in einer Gastrolle zurück. Seit 2018 spielt er die wiederkehrende Rolle des Quirin Manninger bei Dahoam is Dahoam im BR.
Oltmanns war als Dozent an der Schauspielschule Zerboni in München tätig. Für das Zentraltheater in München inszenierte er 2017 das Stück „Wasserstoffbrennen“ von Leon Engler. Diese Inszenierung erhielt den Darstellerpreis der Wasserburger Theatertage. 2019 feierte „Die fetten Jahre sind vorbei“ unter seiner Regie Premiere am Zentraltheater München. 2020 inszenierte er „Das Abschiedsdinner“ an der Neuen Bühne Bruck und 2021 „Die Wunderübung“ am theater … und so fort. 2023 wurde seine Inszenierung von Nick Hornbys A long way down an der Neue Bühne Bruck aufgeführt. 2024 inszenierte er für das Landestheater Dinkelsbühl, Die Acht Frauen von Robert Thomas, sowie Brandheiss - Gelöscht. 2025 inszenierte er dort Ladies Night von Stephen Sinclair und Anthony McCarten.
Als Synchronsprecher ist er in vielen Serien und Kinofilmen zu hören. Auch für Werbespots und Hörspiele ist er als Sprecher tätig.

## Filmografie
- 2005: Adelheid und ihre Mörder (Fernsehserie, Folge: Heiße Ware)
- 2006: Verbotene Liebe (Fernsehserie, 1 Folge)
- 2007: Die Rettungsflieger (Fernsehserie, 1 Folge)
- 2007–2010, 2014: Sturm der Liebe (Fernsehserie, 712 Folgen)
- 2012–2024: Aktenzeichen XY … ungelöst (Fernsehreihe, mehrere Folgen, verschiedene Rollen)
- 2015: Der Staatsanwalt (Fernsehserie, 1 Folge)
- 2016: Hammer & Sichl (Fernsehserie, 1 Folge)
- 2016–2022: Die Rosenheim-Cops (Fernsehserie, 3 Folgen, verschiedene Rollen)
- 2018: Hubert und Staller (Fernsehserie, 1 Folge)
- 2018: SOKO München (Fernsehserie, 1 Folge)
- 2018–2019: Dahoam is Dahoam (Fernsehserie)
- 2018: Eine schöne Bescherung
- 2018: Oskar – Gehen, wenn’s am schönsten ist
- 2019: Singles’ Diaries (Fernsehserie, 2 Folgen)
- 2020: Gute Zeiten, schlechte Zeiten (Fernsehserie, 3 Folgen)
- 2020: Pan Tau (Fernsehserie, 2 Folgen)
- 2021: Die Bergretter (Fernsehserie, 1 Folge)
- 2022: Lena Lorenz (Fernsehreihe, 2 Folgen)
- 2022–2025: Watzmann ermittelt (Fernsehserie, 2 Folgen, verschiedene Rollen)
- 2022: Kafana na Balkanu (Kurzfilm)
- 2025: Der Alte (Fernsehserie, Folge: Über dem Limit)

## Show (Auswahl)
- 2012: Das perfekte Promidinner

## Synchrontätigkeiten (Auswahl)
- seit 2014: One Piece als „Vista“ (Animeserie)
- 2015: Gangsta. als „Marco Adriano“ (Animeserie)
- 2016: Sylvias Cats: Adrian Sack als „Joel“ (Serie)
- 2015–2019: Power: Ty Jones als „Jerry Donovan“ (Serie)
- 2016: Sailor Moon Crystal als „Artemis“ (Animeserie)
- 2017: The Catch: Caleb Smith als „Shawn Sullivan“ (Serie)
- Seit 2018: 9-1-1: Bryan Safi als „Josh Russo“ (Serie)
- 2019 New Amsterdam: Jimmy Gary als „Big Mike“
- 2019: Fruits Basket als „Shigure Soma“ (Animeserie)
- 2019 Carnival Row Jim High als Fergus
- 2020 Aruanas: Daniel Ribeiro als Icaro
- 2020–2022: Alex Rider: Nyasha Hatendi als „Smithers“ (Serie)
- 2020–2022 See:Reich der Blinden: Tom Mison als Lord Harlan (Serie)
- 2021: Great White: Jason Wilder als „Luke“ (Film)
- 2021: Impuros: Rui Ricardo Diaz als „Morello“ (Serie)
- 2021: Sailor Moon Eternal als „Artemis“ (Animefilm)
- 2022 Uncoupled: Emerson Brooks als „Billy“ (Serie)
- 2022 Keep Breathing: Juan Pablo Espinosa als Tomas (Serie)
- seit 2022 Law & Order: Jeffrey Donovan als Frank Cosgrove (Serie)
- 2022 Power Book IV: Anthony Fleming als JP Gibbs (Serie)
- seit 2022: Severance: Tramell Tillman als „Milchick“ (Serie)
- 2022: Ultra Violet & Black Scorpion als Black Scorpion (Serie)
- 2023: Halbe Helden als Mr.Brick
- 2023: Riding Darkness: Sven Boräng als Carl Severin
- seit 2023: Drops of God: Tom Wozniczka als Thomas Chassangre
- seit 2024: Pokémon Horizonte als Spinel (Animeserie)
- 2024: The Big Cigar als Huey P. Newton
- 2024: Genius MLK/X als Malcom X
- 2021: Sailor Moon Cosmos als „Artemis“ (Animefilm)
- 2024: Magpie als Ben (Film)
- 2024: Addie und wie sie die Welt fühlt als James (Serie)
- 2025: Light Shop für Bae Seong-woo als Yang Sung-sik (Fernsehserie)
- 2025: The Birth of Kitaro: Das Geheimnis von GeGeGe als Mizuki (Animefilm)

## Computerspiele (Auswahl)
- 2007: Overclocked